# A80 (Groot-Brittannië)
De A80 is een 11 km lange hoofdverkeersweg in Schotland.
De weg verbindt Glasgow via Muirhead met Moodiesburn.